# Ferrières (Meurthe i Mozela)
Ferrières (wym. [fɛrjɛɾə]) – miejscowość i gmina we Francji, w regionie Grand Est, w departamencie Meurthe i Mozela.
Według danych na rok 1990 gminę zamieszkiwały 253 osoby, a gęstość zaludnienia wynosiła 40 osób/km² (wśród 2335 gmin Lotaryngii Ferrières plasuje się na 794. miejscu pod względem liczby ludności, natomiast pod względem powierzchni na miejscu 892.).

## Populacja

Populacja Ferrières w latach 1962–2008